# Johann Jakob Balmer

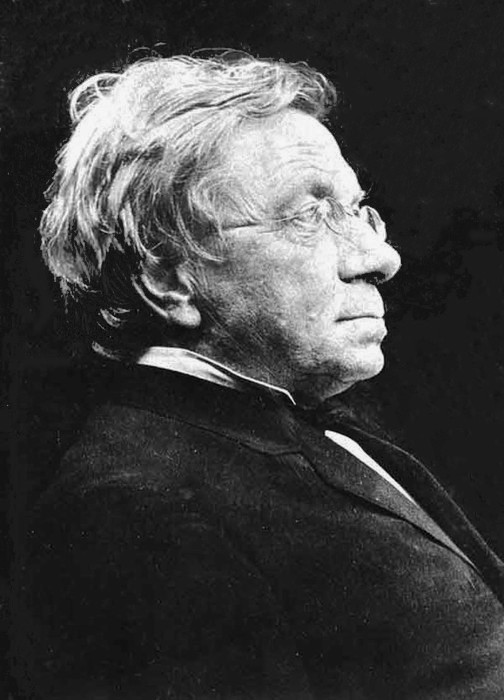
Johann Jakob Balmer

Johann Jakob Balmer, född 1 maj 1825 i Lausen, död 12 mars 1898 i Basel, var en schweizisk matematiker och fysiker.
Balmer blev docent vid Universität Basel och lärare vid Töchterschule i samma stad. Balmer har blivit bekant genom den av honom funna lagbundenheten i vätets spektrum, se Balmerserien.